# Grafische School
De Grafische School of het Grafisch Lyceum is een middelbare beroepsopleiding in Nederland op het gebied van grafische vormgeving, media, design en technologie. Deze onderwijsinstellingen zijn te vinden in Amsterdam, Rotterdam, Utrecht, Eindhoven, Zwolle en Friese Poort in Nederland.

## Opzet onderwijs
Er wordt beroepsgericht lesgegeven in de vakken Communicatie, Design en Media. In de eerste en tweede klas wordt vooral met de handen gewerkt met vakken als reclame-tekenen en druktechnieken. Er worden dan verschillende uitstapjes ondernomen naar bijvoorbeeld Artis om studies te maken van een bepaald dier.
Verder is er het onderdeel Vormgeven. Dit onderdeel duurt de gehele periode maar is in de eerste twee jaar vooral historisch gericht (prehistorie, Romeinen e.d.), terwijl in de laatste twee jaar vooral wordt gekeken naar de tegenwoordige tijd, zoals graffiti, reclameborden en affiches. De laatste twee jaar wordt er ook meer op de computer gewerkt, waar in de eerste twee jaar kennis mee gemaakt is.
Aan het einde van het derde leerjaar splitsen de leerlingen zich op in "basis" en "kader" (basis is lager dan kader).
- In de "basisklas" concentreren de leerlingen zich vooral op de druktechniek en werken zij vooral met hun handen, bijvoorbeeld foto's maken en ontwikkelen of een boek maken.
- In de "kaderklas" is het tempo sneller en wordt vooral op de computer gewerkt waar "AV" (Audiovisuele Vormgeving) een belangrijke rol bij speelt. Hier worden opgenomen films gemonteerd. Ook wordt er gekeken naar andere films, waarbij gelet wordt op verschillende lichtinvallen, cameraposities, e.d. Bij "AV" wordt er veel getekend (waaronder het schetsen hoe een film moet verlopen). Tevens wordt er veel met Adobe Flash gewerkt (een programma waarmee animaties en andere internettoepassingen gemaakt kunnen worden) en ook aan het ontwerpen van websites wordt ruimschoots aandacht besteed.

## Bekende leerlingen
- Jopie Moesman (surrealistisch schilder, letterontwerper)
- Barry van Galen (voormalig speler van AZ)